# Hilda Phoebe Hudson
Hilda Phoebe Hudson, OBE (* 11. Juni 1881 in Cambridge, England; † 26. November 1965 in London) war eine englische Mathematikerin und Hochschullehrerin, die sich mit algebraischer Geometrie, insbesondere mit Cremona-Transformationen befasste. Sie war die erste weibliche geladene Rednerin auf dem Internationalen Mathematikerkongress 1912.

## Leben und Werk
Hudson war die Tochter des Mathematikers William Henry Hoar Hudson und seiner Gattin Hilda. Sie erhielt 1900 ein Stipendium und studierte bis 1904 am Newnham College der Universität Cambridge. Nach ihrem Studienabschluss verbrachte sie das Wintersemester 1904/1905 in Deutschland an der Universität Berlin bei Hermann Amandus Schwarz, Friedrich Schottky, Edmund Landau und anderen. 1905 kehrte sie an das Newnham College zurück, zunächst als Dozentin für Mathematik und 1910 als Associate Researcher. Das Trinity College Dublin verlieh ihr 1906 den Master of Arts und 1913 promovierte sie dort. Während des akademischen Jahres 1912 bis 1913 war sie Gastprofessorin am Bryn Mawr College und wurde danach als Dozentin am West Ham Technical Institute ernannt, wo sie vier Jahre lang arbeitete. Während des Ersten Weltkrieges trat sie 1917 in den öffentlichen Dienst ein und wurde der britischen Admiralität zugeteilt, um eine Gruppe weiblicher Mathematiker zu leiten, die für das Department of Aeronautical Structures forschten, darunter Letitia Chitty und Beatrice Mabel Cave-Browne-Cave. 1919 wurde sie zur technischen Assistentin bei dem Flugzeughersteller Parnall in Bristol ernannt. Nach zwei Jahren zog sie sich aus dieser Position zurück, um sich der Abhandlung der 1927 veröffentlichten Arbeit Cremona transformations in plane and space zu widmen.
Der größte Teil von Hudsons rein mathematischer Forschung befasste sich mit Oberflächen und ebenen Kurven, wobei ihr besonderes Interesse an Cremona-Transformationen lag. Sie veröffentlichte mit dem Nobelpreisträger Ronald Ross Arbeiten zur Epidemiologie und zur Messung der Ausbreitung von Krankheiten. Ihre letzte mathematische Veröffentlichung war ihr Beitrag zu „Analytical Geometry, Curve and Surface“ zur 14. Ausgabe (1929) der Encyclopædia Britannica.
1912 war sie die erste weibliche geladene Rednerin bei einem Internationalen Kongress der Mathematiker (ICM) und hielt in Cambridge den Vortrag On Binodes and Nodal Curves. Sie wurde 1919 zum Officer des Order of the British Empire ernannt. Als angesehene Mathematikerin war sie eine der wenigen Frauen ihrer Zeit, die im Rat der London Mathematical Society tätig waren.

## Veröffentlichungen (Auswahl)
- On the 3-3 birational transformation in three dimensions. Proceedings of the London Mathematical Society, Ser. 2, Vol. 9, 1911.
- On cubic birational space-transformations. American Journal of Mathematics, Vol. 34, No. 2, 1912.
- On the product of two quadro-quadric space transformations," American Journal of Mathematics, Vol. 35, No. 2, 1913, S. 183–188.
- On fundamental points in Cremona space transformations," Annali di Matematica Pura ed Applicata (3), Vol. 19, 1912, S. 45–56.
- An application of the theory of probabilities to the study of a priori pathometry. Parts II and III, in collaboration with Sir Ronald Ross, K.C.B., F.R.S., Proceedings of the Royal Society A (650), 93, 1917, S. 225–240.
- The strength of laterally loaded struts. The Aeroplane, 18, 1920, Aeronautical Engineering Supplement, S. 1178–1180.
- Incidence wires,. Aeronautical Journal, 24, 1920, S. 505–516.
- Plane homaloidal families of general degree. Proceedings of the London Mathematical Society, Ser. 2, Vol. 22, 1924, S. 223–247.
- Cech's transformations. Proceedings of the London Mathematical Society, Ser. 2, Vol. 23, 1924, S. xxvii-xxix.
- Mathematics and Eternity. The Mathematical Gazette Vol. 12, 1925, S.  265–270.
- Linear dependence of the Schur quadrics of a cubic surface. Journal of the London Mathematical Society, Vol. 1, 1926, S. 146–147.
- Cremona Transformations in Plane and Space. Cambridge University Press, 2011, ISBN 978-0521358828
- Ruler and Compasses. Longmans, Green and Co., London, 1916